# 兩岸兩會第十一次高層會談
兩岸兩會第十一次高層會談，是2015年（民國104年）8月25日由台灣的財團法人海峽交流基金會（簡稱「海基會」）與中國大陸的海峽兩岸關係協會（簡稱「海協會」）所進行的第十一次高層會談。經兩會協商後，雙方完成簽署《海峽兩岸避免雙重課稅及加強稅務合作協議》及《海峽兩岸民航飛航安全與適航合作協議》，並就相關議題進行磋商。

## 時間及地點
104年8月24日至26日，在大陸福州市舉行，海基會林中森董事長率領台灣協商代表團與大陸海協會陳德銘會長等就相關議題進行會談及磋商。

## 簽署之協議
雙方簽署「海峽兩岸避免雙重課稅及加強稅務合作協議」及「海峽兩岸民航飛航安全與適航合作協議」。

## 重要行程
8月24日下午：兩會舉行副董事長層級預備性磋商。
8月25日
- 上午：舉行兩會領導人會談；當日下午，簽署2項協議，並各自舉行記者會進行說明。
- 下午：海基會協商代表團成員會見大陸國台辦主任張志軍。

8月26日上午：海基會協商代表團一行會建福建省長蘇樹林；中午搭機返抵臺灣。下午，前往行政院進行成果報告，並向院長遞呈協議文本。
8月28日：陸委會協同財政部、交通部及海基會赴立法院，向王院長及各黨團立委報告本次會談簽署之2項協議及相關成果。

## 國會監督
台灣政府說依據兩岸條例之規定，及行政院版兩岸協議監督條例(草案)之精神，舉辦多場次之公眾溝通、國會溝通及公聽會，完成4階段溝通諮詢機制與2階段國安審查程序。陸委會、財政部與交通部也在於8月14日拜會立法院王金平院長及國會各黨團委員，說明這2項協議之重要內容，並獲得王金平院長及相關立法委員的認同與支持。

## 預期效益
(一)「海峽兩岸避免雙重課稅及加強稅務合作協議」：
1. 本協議以國際稅約範本為藍本，本「平等互惠」原則，消除兩岸重複課稅，並商訂稅務合作範圍，解決租稅爭議及維護租稅公平。
2. 本協議之簽署生效，可達「一減、二增、三獲利」之效益。透過本協議之減免稅措施及爭議解決機制，可有效「減輕人民及企業之所得稅負」，「增加臺商在大陸之競爭力」及「增加臺灣投資環境之吸引力」，進而「開創人民、企業、政府三方獲利榮景」。

(二)「海峽兩岸民航飛航安全與適航合作協議」：
1. 雙方在專業務時的基礎上，加強飛航安全與適航業務交流與合作，共同推動建立兩岸飛航安全與適航監理機制，增進兩岸民用航空發展。
2. 本協議簽署後，將有助降低航空公司營運作業成本、提升競爭力，促進兩岸民航產業發展，並在既有飛安基礎上，進一步有效提升民眾搭機的安全與便利。